# Nomoghan

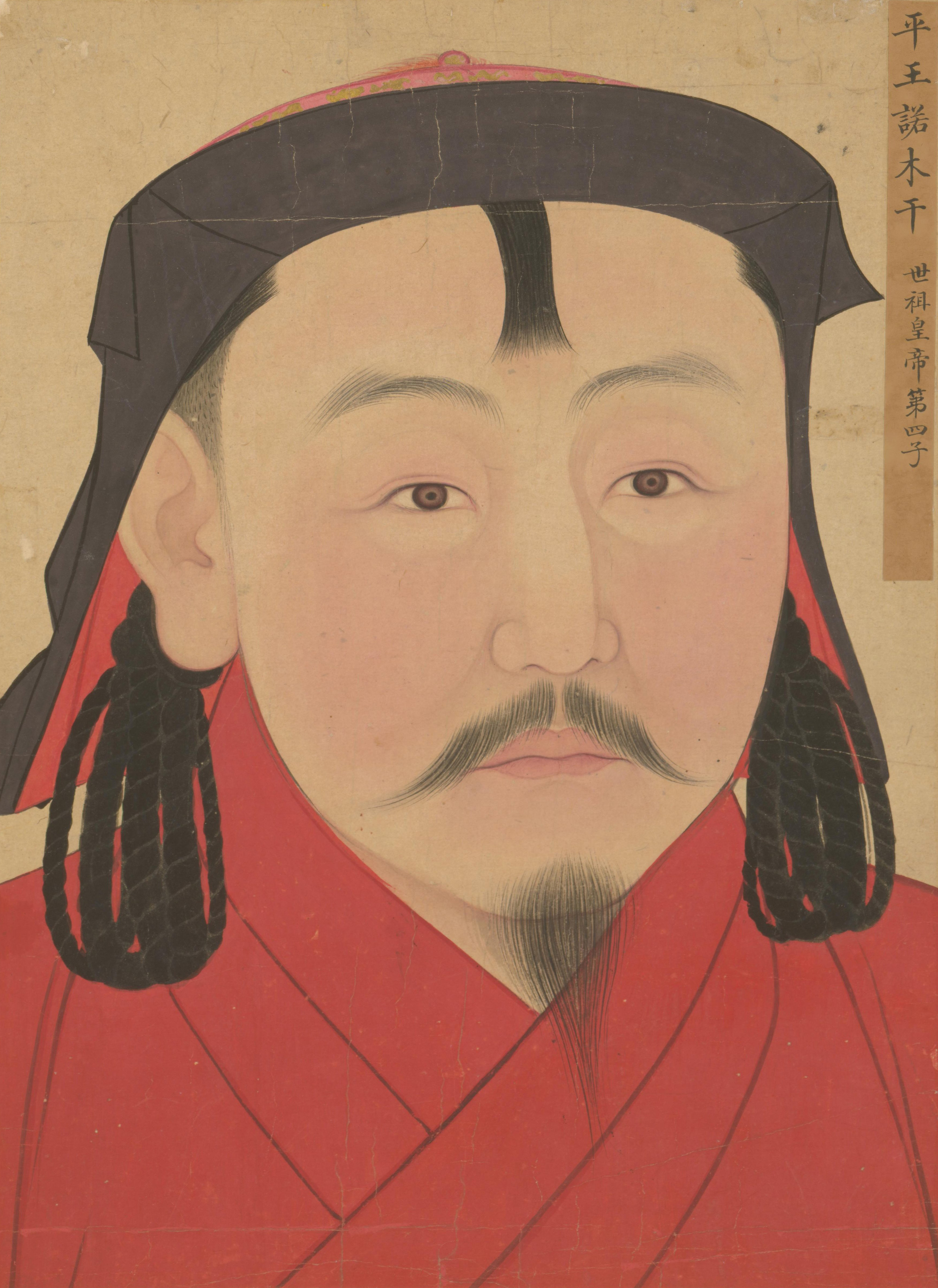
Nomugan, quatrième fils de Kubilai, empereur de la dynastie Yuan et de l'empire Mongole.

Nomoghan ou Nomuqan (mongol : Номуган, Nomugan), né vers 1248 et mort en 1298 ou 1301, est un prince mongol, quatrième fils de Kubilai Khan.
Son père Kubilai Khan l'ayant envoyé prendre le commandement de la frontière du Nord pour repousser une rébellion soutenue par Qaidu, en 1277 il est enlevé et livré au khan de la Horde d'Or, qui ne le libère qu'en 1284.